# Leistungsziel
Als Leistungsziel (englisch attainment target/goal) wird in verschiedenen Fachgebieten ein Ziel bezeichnet, das durch eine bestimmte Leistung erreicht werden soll.

## Allgemeines
Ziele betreffen Privatpersonen (persönliche Ziele), Unternehmen (Unternehmensziele) oder den Staat nebst Behörden (Staatsziele). Als Fachgebiete mit Leistungszielen kommen insbesondere Arbeitsleistung, Schulleistung, Sportleistung oder volkswirtschaftliche Leistung in Betracht. Es gibt Belege für den Zusammenhang von Leistungsmotivation zu Schulleistungen, Mitarbeiterbeurteilungen, Arbeitsleistung und Arbeitszufriedenheit. Leistungsziele werden entweder vom Individuum selbst gesetzt und unmittelbar angestrebt oder in Personenvereinigungen häufig auch als Zielvorgabe im Rahmen einer Fremdentscheidung gesetzt.

## Wissenschaftliche Grundlagen
Vorausgesetzt wird, dass ein operationales Ziel vorhanden ist. Leistungen müssen quantifizierbar sein, damit auch die Leistungsziele operabel sind und eine Zielabweichung durch Abweichungsanalyse (Soll-Ist-Vergleich) gemessen werden kann. Die Erreichung oder Überschreitung von Leistungszielen führt zu Belohnungen, die Unterschreitung zu Tadel und (extrinsische oder intrinsische) Förderung der Leistungsmotivation. Erforderlich ist eine Zielbindung als Verpflichtung, ein durch Zielvereinbarung gesetztes Ziel erreichen zu wollen.
Im Hinblick auf Leistungsziele gibt es insbesondere zwei Modelle, die jedoch auf die schulischen Lernleistungen begrenzt sind.
Modell von Diener/Dweck (1978)
Die beiden Autorinnen begannen 1978 mit Untersuchungen über das Lernverhalten von Schülern, wie sie Misserfolge oder Lernschwierigkeiten bewältigen. In weiteren Studien 1986, 1988 und 1991 wurden die Erkenntnisse vertieft. Dweck unterteilt Leistungsmotivation (englisch achievement motivation) in zwei Bereiche, Leistungsziele (englisch performance goals) und Lernziele (englisch mastery goals).
Leistungszielorientierte Personen sind darauf bedacht, möglichst gut im Vergleich zu einer bestimmten Personengruppe abzuschneiden. Bei Lernzielen konzentriert sich die Person auf das Ziel, neue Fähigkeiten zu erlernen und bereits vorhandene zu verbessern. Dabei werden die eigenen Fähigkeiten aufgrund intrapersoneller Vergleiche beurteilt.
Die Unterscheidung zwischen Lernziel und Leistungsziel durch Carol S Dweck hat zur Folge, dass Personen mit Leistungszielen ihre Misserfolge als Zeichen für einen Mangel an Fähigkeiten werten, während bei Personen mit Lernzielen der Misserfolg zum Anlass genommen wird, alte Handlungsstrategien zu überdenken und die eigenen Fertigkeiten zu verbessern.
Das Modell von Dweck wurde von Forschern häufig als unvollständig kritisiert, weil es nicht zwischen dem Bedürfnis nach Erfolg und dem nach Vermeidung von Misserfolg unterscheidet.
Leistungsziel-Modell von Elliot (1999)
Das 2x2 Leistungsziel-Modell von Elliot baut auf der Theorie von Dweck auf. Es stellt dar, wie Personen sich in ihren Zielen, die sie in Leistungssituationen verfolgen, unterscheiden. Zusätzlich zu Leistungs- und Lernzielen nimmt Elliot eine weitere Unterteilung in Annäherung (englisch approach) und Vermeidung (englisch avoidance) vor. Unter Annäherung wird in diesem Zusammenhang das Erhalten von positiven oder wünschenswerten Ereignissen verstanden. Dementsprechend steht Vermeidung für das Ausweichen von negativen oder nicht wünschenswerten Ereignissen.
Eine Übersicht über das vollständige 2x2 Lernzielmodell nach Elliot sieht folgendermaßen aus:
|            | Lernziel              | Leistungsziel              |
| ---------- | --------------------- | -------------------------- |
| Annäherung | Annäherungs-Lernziele | Annäherungs-Leistungsziele |
| Vermeidung | Vermeidungs-Lernziele | Vermeidungs-Leistungsziele |

Annäherungs-Lernziele: Annäherungs-Lernziele stellen das Bestreben dar, intrapersonelle Standards zu erreichen. Dabei besteht die Absicht die eigenen Kompetenzen zu erweitern. Vermeidungs-Lernziele: Bei Vermeidungs-Lernzielen ist eine Person darauf bedacht, bereits Gelerntes nicht wieder zu vergessen.
Annäherungs-Leistungsziele: Personen mit Annäherungs-Leistungszielen konzentrieren sich auf das Erreichen von interpersonellen Standards. Erfolg zu haben bedeutet hier besser als die soziale Vergleichsgruppe zu sein. Vermeidungs-Leistungsziele: Vermeidungs-Leistungsziele führen dazu, dass eine Person Misserfolg vermeiden will. Ziel ist es, entsprechend im Vergleich zu anderen Personen nicht schlecht abzuschneiden.

## Betriebswirtschaftslehre
In der Betriebswirtschaftslehre wird das Leistungsziel (englisch performance goal) mit dem Sachziel gleichgesetzt. Es stellt als Bestandteil des unternehmerischen Zielsystems die materielle Struktur eines anzustrebenden Umweltzustands dar und bezieht sich auf Absatzvolumen, Produktqualität/Dienstleistungsqualität und Zeitraum beim Vertrieb der Produkte und Dienstleistungen. Leistungsziele beziehen sich auf mindestens eine dieser drei Leistungskategorien wie beispielsweise beim Absatzvolumen (im Versicherungswesen etwa „50 Neuverträge pro Quartal“), bei der Produktqualität (in der Produktionswirtschaft etwa „Verminderung der Fehlproduktion auf 2 % im Jahr“) und Zeitraum („Verkürzung der Fertigungszeit um 30 Stunden jährlich bei konstantem Personal“).
Die Leistungsziele für Mitarbeiter können aus den übergeordneten Unternehmenszielen abgeleitet werden. Die arbeitsteilige Organisation von Unternehmen führt dabei zu einer Zielhierarchie. Leistungsziele für Mitarbeiter beziehen sich weitgehend auf den Produktionsprozess und sind etwa konkrete Beschaffungs-, Produktions-, Lagerhaltungs-, Finanzierungs- oder Vertriebsziele. Die Arbeitsleistung einer Arbeitskraft im Produktionsprozess ist im Regelfall messbar. Der Arbeiter produziert als Normalleistung innerhalb von 8 Stunden Arbeitszeit beispielsweise 250 Tafeln Schokolade, der Angestellte erledigt in der gleichen Zeit 20 Beratungen. Ausgehend von diesem Arbeitsvolumen könnte das Leistungsziel auf 275 Tafeln oder 22 Beratungen festgelegt werden. Die tatsächlichen Leistungen liegen darunter, so dass der Zielerreichungsgrad bei 90,9 % liegt.
Derartige Zielvereinbarungen sind typisch für das Management by Objectives oder Management by Results. Beide Führungstechniken befassen sich im Kern mit Leistungszielen. Diese Leistungsziele für das Management sind in den Führungszielen eines Managers enthalten. Für das gesamte Personal besteht das Hauptziel einer jeden Leistungsbeurteilung, Mitarbeiterbewertung (Arbeitnehmer in der Privatwirtschaft), dienstliche Beurteilung (Beamte und Berufs- und Zeitsoldaten) darin, die bisherige Arbeitsleistung des Mitarbeiters an dem aufgegebenen Leistungsziel zu messen.

## Schule
Im Hinblick auf die Lernmotivation wird zwischen dem Ziel, eigene Fähigkeiten zu erweitern (Lernziel; englisch learining goal) und dem Ziel, anderen Schülern gegenüber hohe Fähigkeiten zu demonstrieren oder niedrige zu verbergen (Leistungsziel; englisch performance goal), unterschieden. Im Sinne der Selektionsfunktion der Schule ist es ihre Aufgabe, die Benotung im sozialen Vergleich einer Klasse – und nicht nach individuellen Dispositionen – vorzunehmen; sonst müsste im Schulsport der Längskasten für einen Grätschsprung je nach körperlicher Konstitution (kleine, große, dicke, dünne Kinder) individuell angepasst werden. Ein objektiver Leistungsvergleich ist nur bei gleichbleibenden Anforderungen gewährleistet. Die Benotung richtet sich mithin sowohl danach, ob ein Schüler eine Aufgabe gut gemeistert hat, als auch, ob es einem seiner Mitschüler womöglich besser gelungen ist – gleichgültig aus welchen Gründen.
Die Schulleistung in allen Unterrichtsfächern wird durch Schulnoten oder durch Punktzahlen in Leistungstests festgelegt. Noten als Indikatoren für Schulleistungen haben den Vorteil, dass sie die Schulleistung in einem bestimmten Fach verdichten und deshalb leicht nachvollziehbar sind.
Individuelle Leistungsziele sind kurzfristig der Notendurchschnitt, mittelfristig die Versetzung in die nächsthöhere Klassenstufe sowie die Qualifikation für weiterführende Schulen. Maximum ist hier das Abitur (einschließlich besondere Lernleistung), dessen Abiturdurchschnitt zum Studium von Numerus-clausus-Fächern an Hochschulen oder Universitäten berechtigen kann oder nicht. Beim Studium schließlich ist das Leistungsziel der Hochschulabschluss mit einem verliehenen akademischen Grad.

## Sport
Im Sport moderner Gesellschaften werden eindeutig definierte Leistungsziele verfolgt. Wenn auch im Breiten-, Leistungs- und Hochleistungssport Erfolge auf unterschiedlichem Niveau angestrebt werden, so gilt als grundlegendes Muster aber doch, dass spezifische Leistungsziele durch intensives Training verwirklicht werden können. Terry Orlick unterscheidet im Sport Ergebnisziele (englisch outcome goals) als „absolute Ziele“ und Leistungsziele (englisch performance goals) als „relative Ziele“ und unterstreicht, dass Leistungsziele im Sport besser als Ergebnisziele geeignet sind, um Leistungssteigerungen zu erreichen.
Die Quantifizierung der Sportleistung erfolgt durch Zeitnahme (Laufsport, Schach), Messung der Höhe (Hochsprung, Stabhochsprung), Weite (Dreisprung, Weitsprung), Zählung der Punkte (Tennis, Tischtennis) oder Tore (Fußball, Handball). Leistungsziele sind – auch und gerade im Hochleistungssport – Sieger eines Wettkampfs, was mit Titeln (Weltmeister) oder Medaillen (Olympiasieger) belohnt werden kann.

## Volkswirtschaft
Die fragwürdige Belohnung von erreichten oder überschrittenen Leistungszielen wie der seit April 1950 in der ehemaligen DDR vergebenen staatlichen Auszeichnung „Held der Arbeit“ sollte „bahnbrechende Taten für den Aufbau und den Sieg des Sozialismus in der Volkswirtschaft“ durch Orden und Urkunden ehren. Die Leistungsziele wurden in der DDR und anderen Staaten durch einen Fünfjahresplan festgelegt. „Held der Arbeit“ sollte als Anreiz dienen, dieses Leistungsziel zu erreichen.
In Marktwirtschaften sind wesentliche Leistungsziele im magischen Viereck definiert, das in Deutschland durch § 1 StabG kodifiziert ist. Danach ist die Wirtschafts- und Finanzpolitik so zu gestalten, dass sie im Rahmen der marktwirtschaftlichen Ordnung gleichzeitig zur Stabilität des Preisniveaus, zu einem hohen Beschäftigungsstand und außenwirtschaftlichem Gleichgewicht bei stetigem und angemessenem Wirtschaftswachstum beitragen. Das Gesetz bleibt inhaltlich unbestimmt und überlässt die Quantifizierung der Politik. In entwickelten Volkswirtschaften unterschied Gerhard Colm zwischen „ordnungspolitischen Hauptaufgaben“ (englisch performance goals) oder Funktionszielen wie Vollbeschäftigung, Preisniveaustabilität oder angemessenem Wirtschaftswachstum und „konkreten Einzelzielen“ (englisch achievement  goals) wie Ernährung, Erziehung, Landesverteidigung oder Wohnungsbau. Dabei treffen Leistungsziele für spezifische Staatsaufgaben (Bildung, Erziehung, Gesundheit, Landesverteidigung) auf breite Zustimmung, während Mittel und Geschwindigkeit kontrovers bleiben.

## Sozialpsychologie
In der Sozialpsychologie wird an Stelle vom Leistungsziel vom Anspruchsniveau gesprochen, das eine Person aufgrund bisheriger Leistungen künftig mittels Leistungsmotivation zu erreichen sucht. Dabei wird angenommen, dass eine Person bei stabilem Erfolg das Anspruchsniveau erhöht, wobei die dominante Verhaltenstendenz (Erfolgssuche oder Misserfolgsvermeidung) eine Rolle spielt.
Hoch leistungsmotivierte Personen wählen ein realistisches Leistungsziel, während niedrig leistungsmotivierte Personen auch Aufgaben wählen, die auf einem unrealistischen Anspruchsniveau beruhen, also zu leicht oder zu schwierig für sie sind.